# Chikamatsu Monzaemon
Chikamatsu Monzaemon (近松門左衛門?) (pe adevăratul său nume Sugimori Nobumori, 杉森信盛, n. 1653, d. 6 ianuarie 1725) a fost un dramaturg japonez, cunoscut pentru piesele de teatru jōruri (stil de teatru de păpuși, care ulterior se va scinda în teatrul de păpuși bunraku și teatrul cu actori kabuki).

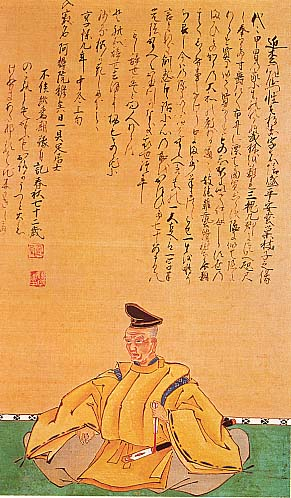
Chikamatsu Monzaemon

Chikamatsu Monzaemon este uneori numit „Shakespeare din Japonia”.

## Biografia
Chikamatsu s-a născut ca Sugimori Nobumori într-o familie de samurai. Nu este clar unde s-a născut, dar cea mai acceptată teorie este că s-ar fi născut în provincia Echizen, dar alte teorii spun că s-ar fi născut în Hagi sau în provincia Nagano. Tatăl lui a fost doctor al daimyō-ului Matsudaira din Echizen.
După ce tatăl lui și-a pierdut postul, devenind rōnin (samurai fără stăpân), familia s-a mutat la Kyoto, unde Chikamatsu a lucrat ca paj al unui nobil. Ulterior numele său este găsit în arhivele templului „Chikamatsu” din provincia Ōmi (actualmente Prefectura Shiga), de unde se pare că și-a luat numele de autor.
Prima lucrare literară, un haiku, a publicat-o în 1671.
După ce piesa sa pentru teatrul de păpuși Yotsugi Soga („Urmașii Soga”) a fost jucată la Kyoto în 1683, a devenit cunoscut ca dramaturg.
Între 1695 și 1705 a scris aproape în exclusivitate piese pentru teatrul kabuki, după care a abandonat acest gen.
Popularitatea lui Chikamatsu a atins apogeul cu piesele despre dublele sinucideri, mai ales Sonezaki no shinjū (Dubla sinucidere de la Sonezaki).

## Piese jōruri
- Yotsugi Soga (1683)
- Shusse kagekiyo 出世景清) (1685)
- Sonezaki no shinjū 曾根崎心中) (1703)
- Tamba Yosaku machiyo no komurobushi 丹波与作待夜のこむろぶし)
- Meido no hikyaku 冥途の飛脚) (1711)
- Kokusen'ya kassen 国性爺合戦) (1715)
- Nebiki no Kadomatsu) (1718)
- Shinjūten no Amijima 心中天網島) (1720)
- Onnagoroshi abura no jigoku 女殺油地獄) (1721)

## Piesă kabuki
- Keisei hotoke no hara (けいせい仏の原) (1699)